# Crazannes
Crazannes /kʁaˈzan/ è un comune francese di 451 abitanti situato nel dipartimento della Charente Marittima nella regione della Nuova Aquitania.
La cultivar di pera passacrassana pare prenda il nome da questo comune, zona di produzione ottocentesca.

## Società

### Evoluzione demografica
Abitanti censiti